# Rowland Hill, visconde Hill de Almaraz

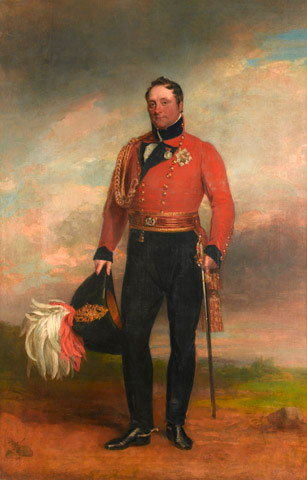
Roland Hill, por George Dawe

Rowland Hill, 1.º visconde Hill de Almaraz GCB, GCH (11 de Agosto de 1772 — 10 de Dezembro de 1842) foi um general do Exército Britânico que serviu durante as Guerras Napoleónicas como comandante de brigada, de divisãoe e comandante de corpo sob o comando do general Arthur Wellesley. Foi nomeado comandante-em-chefe do Exército Britânico em 1829.